# Cornelis van Rietschoten

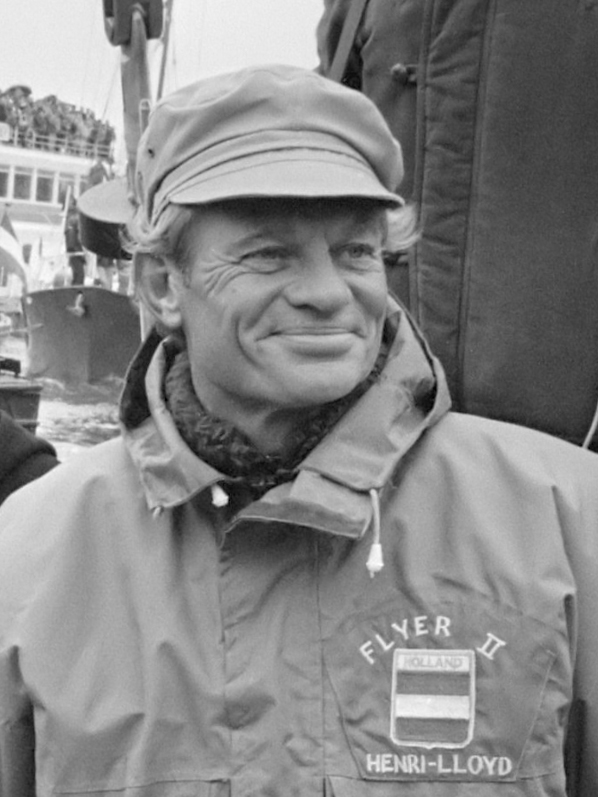
Conny van Rietschoten, 1982

Cornelis „Conny“ van Rietschoten (* 23. März 1926 in Rotterdam; † 17. Dezember 2013 in Portugal) war ein niederländischer Geschäftsmann und Segler, der als einziger Skipper das Whitbread Round the World Yacht Race (heute: The Ocean Race) zweimal gewinnen konnte.

## Leben
Van Rietschoten wurde in Rotterdam geboren und segelte seit seinem dritten Lebensjahr, bis Tuberkulose Anfang der 1960er Jahre sowohl seine Segel- als auch seine Geschäftskarriere unterbrach. Er verbrachte ein Jahr zur Genesung in einem Schweizer Sanatorium und investierte dann seine ganze Energie in den Aufbau des Familienunternehmens für Elektrotechnik „Van Rietschoten & Houwens and Rud.“ Eine Weltumsegelung war etwas, was sein Vater, Jan Jacob, schon immer machen wollte, aber nie die Zeit fand.

### Whitbread Round the World Race
Mit 45 Jahren hatte sich der Industrielle Van Rietschoten aus dem aktiven Geschäft zurückgezogen und suchte nach einer neuen Herausforderung. Er hatte Berichte über das erste Whitbread Round the World Race gelesen und sah darin die Chance seines Lebens, die er mit beiden Händen ergriff. Eine Weltumsegelung war etwas, was sein Vater, Jan Jacob van Rietschoten, schon immer machen wollte, aber nie die Zeit fand. Das wollte der Sohn anders machen.

#### Whitbread Round the World Race 1977–1978
Cornelis van Rietschoten hatte sich bisher in seinen eigenen Gewässern als Segler keinen Namen gemacht, bevor er am Whitbread Round the World Race 1977–1978 teilnahm.

##### Vorbereitungen für das Rennen
Was aber Van Rietschoten von den etablierten Segelnamen wie Robin Knox-Johnston und Éric Tabarly unterschied, war ein sehr professioneller Geschäftsansatz bei seiner Segelkampagne. Seine achtjährige Tätigkeit an der Spitze des Segelsports bedeutete faktisch das Ende der aktiven Amateur-Hochseeregatten. Van Rietschoten war der erste Skipper, der vor dem Rennen umfangreiche Tests und Mannschaftsschulungen durchführte und in die Forschung investierte, um die Kleidung der Mannschaft, Ausrüstung und Wettervorhersagetechniken zu verbessern. Er hat sich zwar weiterhin als Amateur gesehen, aber er hat ein Maß an Professionalität innerhalb des Sports entwickelt, das erst erreicht wurde, als Peter Blake als Skipper ebenfalls jede Etappe (englisch Leg) mit seiner Yacht, der 84-Fuß-Ketsch Steinlager 2 beim Whitbread Round the World Race 1989–1990 gewann.

##### Yacht Flyer
Für seine erste Whitbread-Yacht wandte sich Cornelis van Rietschoten an die amerikanischen Yacht-Designer Sparkman & Stephens, um eine modernere Version der Swan 65-Serienyacht Sayula II (Skipper: Ramon Carlin, Mexico) der finnischen Werft Nautor’s Swan zu entwerfen, die das erste Whitbread Round the World Race 1973–1974 gewonnen hatte. Die neue Yacht Flyer, gebaut aus Aluminium von der Werft Royal Huisman, war ebenfalls eine 65-Fuß-Ketsch (19,80 m), aber mit einer längeren Wasserlinie und mehr Segelfläche, um die Yacht schneller zu machen.

###### Erste Etappe
Nach dem Gewinn der ersten Etappe durch den Nord- und Südatlantik fand die Flyer-Crew ihren größten Rivalen in einer weiteren Swan 65, der britischen Yacht King's Legend mit Nick Ratcliffe als Skipper und dem Amerikaner Skip Novak als Navigator. 1000 Meilen von Kapstadt entfernt befanden sich die beiden Besatzungen in Sichtweite voneinander, bevor Flyer die Führung übernahm und die erste Etappe des Rennens von Portsmouth aus mit 2 Stunden und 4 Minuten Vorsprung gewann.

###### Zweite Etappe
Auf der zweiten Etappe nach Auckland, Neuseeland, gewann King's Legend die Oberhand und hatte bald einen Vorsprung von 360 Meilen vor „Flyer“, als die Whitbread-Flotte über den Südlichen Ozean, erlitt dann aber ein Leck, das ihr Geschwindigkeit verlangsamte. Im Ziel hatte die Crew von Conny van Rietschoten den Vorsprung von King's Legend auf nur noch 1 Stunde und 15 Minuten verkürzt.

###### Dritte Etappe
Die dritte Etappe von Auckland um Kap Hoorn nach Rio de Janeiro erwies sich für das Rennen als eine Art Anti-Höhepunkt, denn Kings Legend erlitt einen Bruch und Wasser zerstörte ihr Funkgerät. Ohne Wettervorhersagen waren Skip Novak und seine Crew deutlich im Nachteil und fielen fast 60 Stunden hinter Flyer zurück.

###### Vierte Etappe
Auf der letzten Etappe zurück nach Portsmouth mussten Van Rietschoten und seine Crew Kings Legend nur wie ein Schatten nach Hause begleiten, was ihnen auch gelang, indem sie zwei Stunden hinter der britischen Yacht ins Ziel kamen, um das Whitbread Race nach berechneter Zeit zu gewinnen. Flyer wurde kürzlich vom Originalhersteller Royal Huisman Shipyard einem Refit unterzogen.

#### Whitbread Round the World Race 1981–1982
Beim dritten Whitbread Race 1981–1982 trat Conny van Rietschotens mit einer 76-Fuß-Slup (23,16 m) Flyer II einer Maxi-Yacht vom damals aufstrebenden Design-Star German Frers (Argentinien) gegen Peter Blakes 68 Fuß Yacht Ceramco New Zealand an, entworfen vom Yachtkonstrukteur Bruce Farr (Neuseeland). Der Meeres-Marathon war nicht mehr länger eine verrückte Innovation, an der ein paar Spinner teilnahmen, sondern eine Institution. 29 Yachten waren damals an der Startlinie aufgekreuzt.

##### Erste Etappe
„Ceramco New Zealand“ verlor während der ersten Etappe nach Kapstadt den Schiffsmast, was „Flyer II“ einen klaren Sieg bescherte, aber danach lieferten sich die beiden Yachten ein Kopf-an-Kopf-Rennen auf allen Etappen um die Welt.

##### Zweite Etappe
Auf dem Höhepunkt dieses Wettbewerbs zeigte Conny van Rietschoten die stählerne Seite seines Charakters. Er erlitt 55-jährig einen Herzinfarkt, als sich ihre Yacht auf dem Weg nach Auckland, Neuseeland, tief im Südpolarmeer befand. Van Rietschoten verpflichtete seine Crew zur Verschwiegenheit und erlaubte dem „Flyer II“-Arzt Julian Fuller nicht einmal, einen Kardiologen an Bord der Konkurrenzyacht Ceramco New Zealand um Rat zu rufen. „Der nächste Hafen war 10 Tage entfernt und der kritische Zeitraum sind immer die ersten 24 bis 36 Stunden“, erinnerte er sich später. „Ceramco saß uns bereits im Nacken. Wenn sie gewusst hätten, dass ich ein gesundheitliches Problem habe, hätten sie noch mehr Druck gemacht. Wenn man auf See stirbt, wird man über Bord begraben. Vielleicht hätten mich diese Ceramco-Jungs dann beim Vorbeitreiben gesehen. Und ich war fest entschlossen, das Einzige zu sein, was sie von Flyer II bei dieser Angelegenheit sehen oder hören würden!“

##### Dritte Etappe
Flyer II erkämpfte sich einen neunstündigen Vorsprung in Auckland, aber Ceramco New Zealand gewann die Etappe nach berechneter Zeit. In dem Rennen von dort bis zum Kap Hoorn tauschten die beiden Yachten ständig die Plätze. Auf halber Strecke über den Pazifik segelten sie in Sichtweite voneinander und umrundeten auch gemeinsam Kap Hoorn. Flyer II kam als Erste nach Mar del Plata (Argentinien) und war damit First Ship Home, aber die Crew von „Ceramco New Zealand“ wurde nach berechneter Zeit mit dem 2. Platz belohnt.

##### Vierte Etappe
Conny van Rietschoten und seine Crew belegten in Portsmouth erneut den ersten Platz, gefolgt von „Ceramco New Zealand“. Sie sicherten sich für diese wie für alle anderen Etappen des Rennens den Preis als First Ship Home ({enS|line honours winner}). Da der Rest der Flotte in der Nähe der Azoren verharrte, holten sie sich auch den Sieg nach berechneter Zeit und somit als erste Crew in der Geschichte des Rennens, die sowohl die First Ship Home als auch die Handicap-Auszeichnungen gewann. Van Rietschoten und seine Crew stellten außerdem zwei Weltrekorde auf: das schnellste Etmal von Mittag zu Mittag über 327 Seemeilen und die schnellste Weltumsegelung mit 120 Tagen.

## Zitate
„Dass er das Rennen zweimal in Folge gewonnen hat, war das Ergebnis seiner Planung, seiner Entscheidungen und seiner Führungseigenschaften. Es war wundervoll, für Conny zu segeln. Er vertraute seiner Crew und hat uns ermuntert, sie hart zu fordern. Gleichzeitig wusste er, wann er die Crew bremsen musste.“

„Fast alle von uns können ihre Karriere auf Conny zurückführen. Wir waren alle jung, rastlos, viele von uns ohne nennenswerte Erfahrung. Trotzdem gab Conny uns eine Chance. Er erlaubte uns, ganz wir selbst zu sein. Manchmal leitete er uns an, zu anderen Zeiten ging er uns hart an. Er hat uns beigebracht, wie es in Zukunft laufen würde. Er hat den professionellen Ansatz ins Hochseesegeln eingeführt. Er war ein echter Pionier.“

### Drachen
Im Jahr 1948 segelten Conny van Rietschoten und sein Freund Morin Scott mit ihrer Drachen „Gerda“ von Cowes, England, über die Nordsee nach Arendal, Norwegen, um an dem diesjährigen Dragon-Gold-Cup-Weltmeisterschaft teilzunehmen. Sie gewannen nicht, aber Kronprinz Olaf von Norwegen erklärte die beiden Segler zu den Besten der Regatta, weil sie die mit Abstand weiteste Anreise (Distanz) gesegelt hatten.

## Ehrungen
- Aufgrund seiner seglerischen Leistungen und in Anlehnung an den Yacht-Namen „Flyer“ verlieh die Seglerwelt ihm den Ehrentitel „The Flying Dutchman“ (deutsch Der fliegende Holländer)[1]
- 1977/78 Roaring Forties Trophy
- 2022 Cape Horn Hall of Fame

## Vermächtnis
Seit den 1980er Jahren wird jedes Jahr die „Conny van Rietschoten Trophy“ verliehen, um den besten niederländischen Segler zu würdigen.